# Nònnosos
Nònnosos (en grec antic: Νόννοσος, llatí: Nonnosus), fill d'Abraham, fou un funcionari de l'Imperi Romà d'Orient que l'emperador Justinià I va enviar com ambaixador a Etiòpia, als himiarites i als sarraïns i altres nacions de la zona de la mar Roja.
Al seu retorn va escriure una història de la seva ambaixada, que no s'ha conservat, però un resum fou preservat per Foci. Aquest diu que el seu pare ja havia estat ambaixador romà d'Orient davant els sarraïns i el seu avi (també anomenat Nonnòs) fou enviat també com ambaixador per l'emperador Anastasi I Dicor.